# جوردان بوي
جوردان بوي (بالفرنسية: Jordan Boy)‏ (ولد في 20 مارس 1994) هو لاعب كرة قدم فرنسي يلعب كلاعب وسط.

## روابط خارجية
- جوردان بوي على موقع قاعدة بيانات كرة القدم.إي يو (الإنجليزية)
- جوردان بوي على موقع Soccerway.com (الإنجليزية)
- جوردان بوي على موقع AS.com (الإسبانية)